# فانسيا تايلور
فانسيا تايلور (بالإنجليزية: Vanessa Taylor )‏ (و. 1970  م) هي كاتبة سيناريو، ومنتجة تلفزيونية، ومنتجة أمريكية، ولدت في بولدر، كولورادو.

## وصلات خارجية
- فانسيا تايلور على موقع IMDb (الإنجليزية)
- فانسيا تايلور على موقع ألو سيني (الفرنسية)
- فانسيا تايلور على موقع أول موفي (الإنجليزية)
- فانسيا تايلور على موقع قاعدة بيانات الأفلام السويدية (السويدية)
- فانسيا تايلور على موقع قاعدة بيانات الفيلم (الإنجليزية)
- فانسيا تايلور على موقع كينوبويسك (الروسية)